# Кен (Німеччина)
Кен (нім. Köhn) — громада в Німеччині, розташована в землі Шлезвіг-Гольштейн. Входить до складу району Плен. Складова частина об'єднання громад Пробстай.
Площа — 13,16 км2. Населення становить 760 ос. (станом на 31 грудня 2020).